# Afon Glaslyn
L'Afon Glaslyn (ou rivière Glaslyn) est une rivière du Pays de Galles.

## Géographie

### Source et cours supérieur

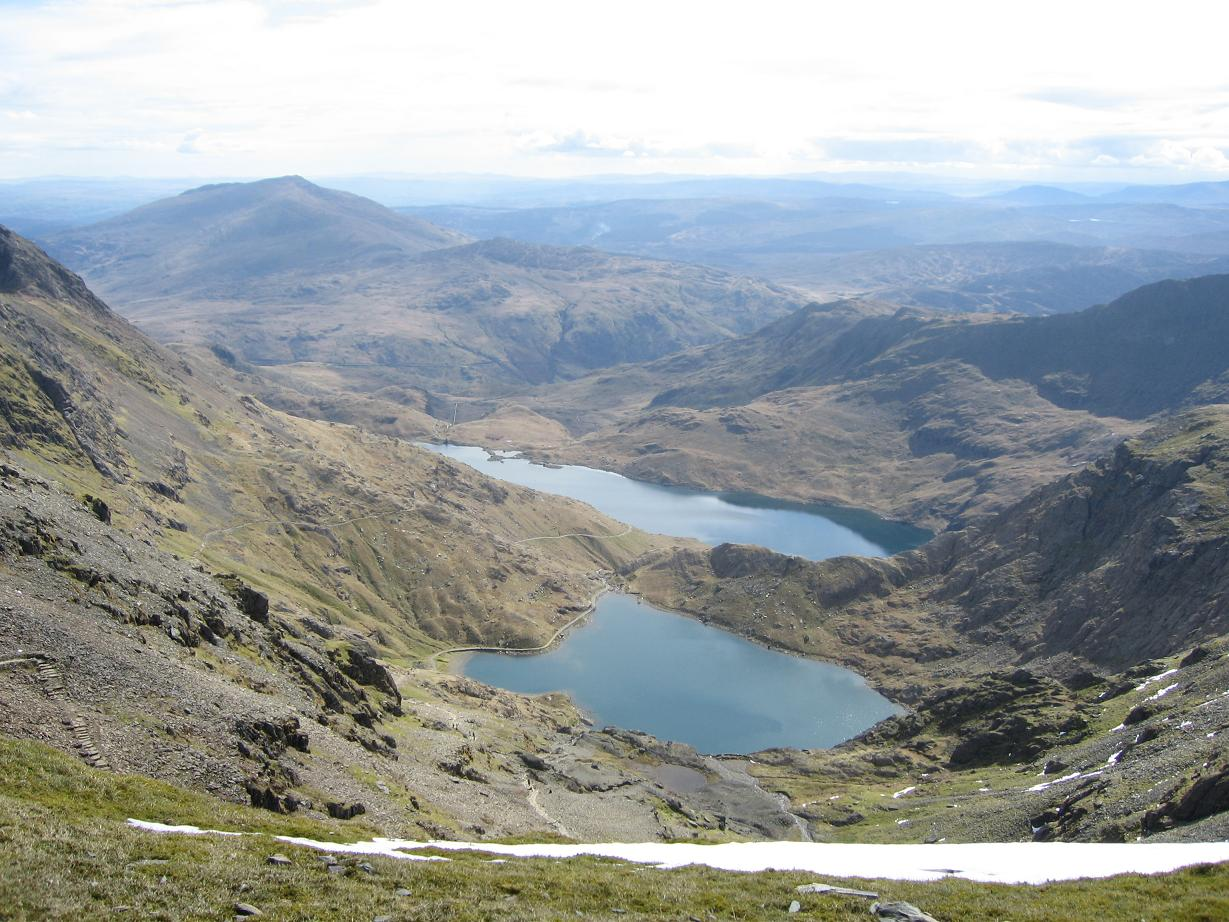
Vus du sommet du mont Snowdon, le Llyn Glaslyn, source de la rivière du même nom, et le Llyn Llydaw situé au fond, en contrebas.

L'Afon Glaslyn prend sa source dans le Llyn Glaslyn (en), petit lac situé sur le versant oriental du mont Snowdon, à une altitude d'environ 600 mètres. Il s'oriente durant son cours supérieur d'abord vers l'est, et s'élargit dans le cirque de Cwm Dyli pour former le Llyn Llydaw.
Au sortir de ce lac, l'Afon Glaslyn s'oriente au sud-est, recevant au passage l'exutoire du Llyn Teirn, et serpentant sous la conduite forcée menant à l'usine hydroélectrique de Cwm Dyli (en). C'est notamment cette conduite qui a servi au tournage de certains plans du film de James Bond Le monde ne suffit pas, censés être filmés à l'intérieur d'un oléoduc,.
Au niveau de l'usine, l'Afon Glaslyn reçoit les eaux des ruisseaux descendant du Pen-y-Pass et s'oriente vers le sud-ouest au fond de la vallée de Nant Gwynant (en). Il s'élargit en donnant naissance au Llyn Gwynant (en) et au Llyn Dinas (en), puis passe au pied du rocher appelé Dinas Emrys au sommet duquel Llywelyn le Dernier fit construire un château, et censé dans la légende arthurienne abriter un dragon.

### Cours moyen

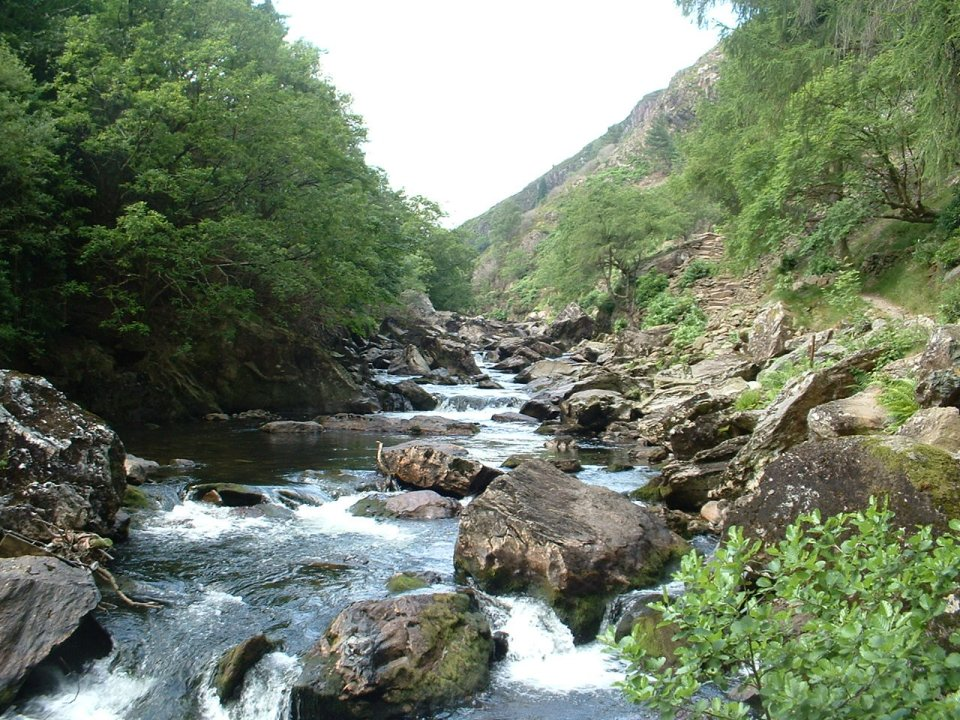
L'Afon Glaslyn à travers la passe d'Aberglaslyn.

À Beddgelert, l'Afon Glaslyn reçoit les eaux de l'Afon Colwyn, qui vient du nord. Son cours s'oriente alors au sud. Elle traverse en aval de Beddgelert la passe d'Aberglaslyn (en), profonde d'environ 200 mètres (700 pieds).

### Cours inférieur et embouchure
Quelques kilomètres plus au sud, au droit de Prenteg, l'Afon Glaslyn quitte les derniers reliefs et entre dans la plaine où il forme des méandres et des bras morts tout en se dirigeant globalement vers le sud. À l'endroit où il rencontre le chemin de fer touristique Ffestiniog Railway (en), il tourne vers le nord-ouest sur environ un kilomètre avant d'arriver à la petite ville de Porthmadog.
L'Afon Glaslyn se jette dans l'Afon Dwyryd (en) juste à la sortie de Porthmadog. Les deux fleuves réunis se jettent dans la Baie de Cardigan.